# Nocturlabium

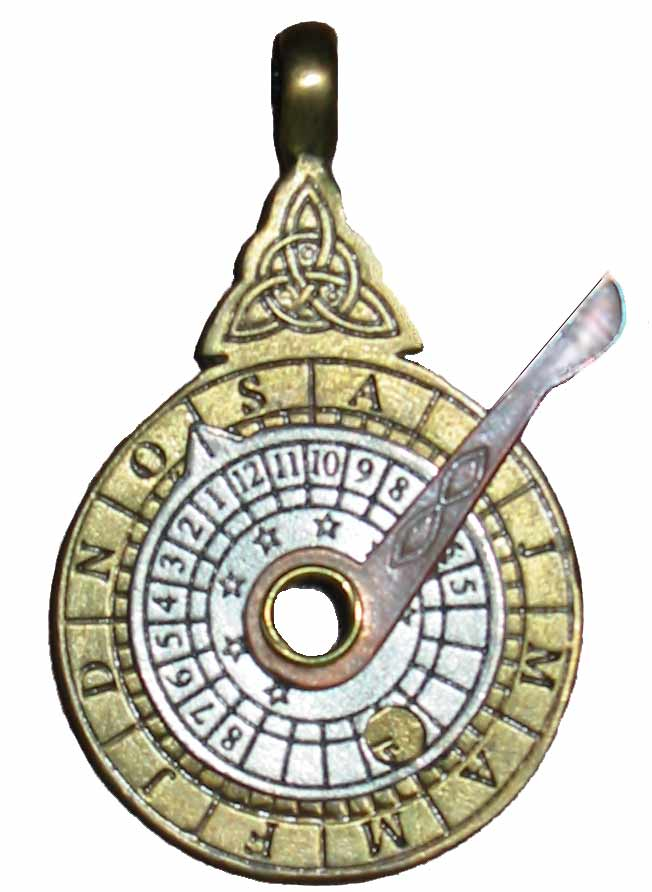
Een nocturlabium als juweel. Hoewel slechts 5 cm groot, werkt dit instrument. De messing buitenring is de maandring. De zilverkleurige binnenring laat de tijd zien en heeft een wijzertje. Door de kleine wijzer op de maand en dag te zetten (in dit voorbeeld begin oktober) en het gat op Polaris te richten en de grote wijzer op een specifieke circumpolaire ster, geeft deze laatste de tijd aan, in dit geval acht uur 's avonds.

Een nocturlabium of nocturna is een instrument dat dient om 's nachts de tijd vast te stellen aan de hand van de positie van een bepaalde ster. Het wordt ook een horologium nocturnum genoemd en werkt op een vergelijkbare manier als de zonnewijzer met behulp van een hoekmeting. Een nocturlabium is tevens een navigatie-instrument. De tijd is belangrijk voor de navigatie om de lengtegraad en de getijden te berekenen. Het nocturlabium werd uitgevonden in de late middeleeuwen. In combinatie met een kompas en een zonnewijzer was het een universele tijdmeter. Het werd vaak gecombineerd met een astrolabium.

## Werking
Op het noordelijk halfrond lijken alle sterren te draaien rond Polaris (de Poolster) tijdens de nacht en hun positie kan worden gebruikt om de tijd te bepalen, net als bij de voortgang van de zon. De positie van de sterren verandert gedurende het jaar. Een nocturlabium is een simpele analoge computer, die bestaat uit verschillende schijven die de tijd van de dag geven aan de hand van de tijd van het jaar en het hoekverschil tussen Polaris en een bepaalde ster.
De meest gebruikte referentiesterren zijn die van de Grote Beer (Ursa Maior) of Kocab van de Kleine Beer (Ursa Minor). De ster Schedar in Cassiopeia kan ook worden gebruikt, aangezien die zich tegenover Ursa Maior bevindt.
De buitenste schijf van een nocturlabium is gemarkeerd met de maanden van het jaar, de binnenste met uren (en soms halve uren) alsook de locaties van één of meerdere referentiesterren. Verder is er een wijzer (alidade) die zo moet worden ingesteld dat erlangs een ster kan worden waargenomen. Aangezien het instrument 's nachts wordt gebruikt, zijn de tijdsaanduidingen vaak in reliëf. De binnenste schijf heeft vaak een diagram met de verschillende constellaties en sterren om ze makkelijker te kunnen lokaliseren.
De binnenste schijf wordt zo gedraaid dat de markering voor de gekozen referentiester in de richting wijst van de huidige datum op de buitenste schijf. Polaris wordt waargenomen door het midden van de schijf. De wijzer wordt in de richting van de referentiester gedraaid, waarna de tijd is af te lezen.